# レオポルト・フォン・ヘニング
レオポルト・フォン・ヘニング（Leopold von Henning, 1791年10月4日 - 1866年10月5日）は、ドイツの哲学者。ヘーゲル右派の人物として知られている。

## 経歴
ブルシェンシャフトのメンバーとして、カローヴェ事件に参加し、逮捕・投獄されるといった経験をもつ。やがて、ヘーゲルに師事し、助手を経てベルリン大学教授に就任。ヘーゲルの国家哲学を継承した。また、ゲーテの色彩論とヘーゲルの自然哲学の一致も主張した。

## 業績
編著作に、ベルリン版ヘーゲル全集の「大論理学」「エンチクロペディー」の編纂のほか、
「厳密な知識と哲学の関係」(1821)「ゲーテの色彩論についての公開講義序論」(1822)
「プロイセンの憲法問題における合意」(1845)
など